# Luzytanozaur
Luzytanozaur (Lusitanosaurus liasicus) – czworonożny, roślinożerny dinozaur z grupy tyreoforów, z rodziny scelidozaurów; jest uznawany za bazalnego tyreofora.
Żył w okresie wczesnej jury (ok. 190 mln lat temu) na terenach Europy. Długość ciała ok. 4 m. Jest znany tylko z fragmentu czaszki i szczęki. Jego szczątki znaleziono w Portugalii. Jego nazwa ozancza "luzytański jaszczur" (Luzytania - prowincja rzymska obejmująca tereny współczesnej Portugalii).